# Двоколосник
Двоколосник, паспалум (Paspalum) — великий рід однорічних і багаторічних трав родини тонконогових або злакових (Poaceae), поширених у теплих регіонах світу.

## Назва
Назва походить від «Паспалос» — давньогрецька назва проса.

## Опис

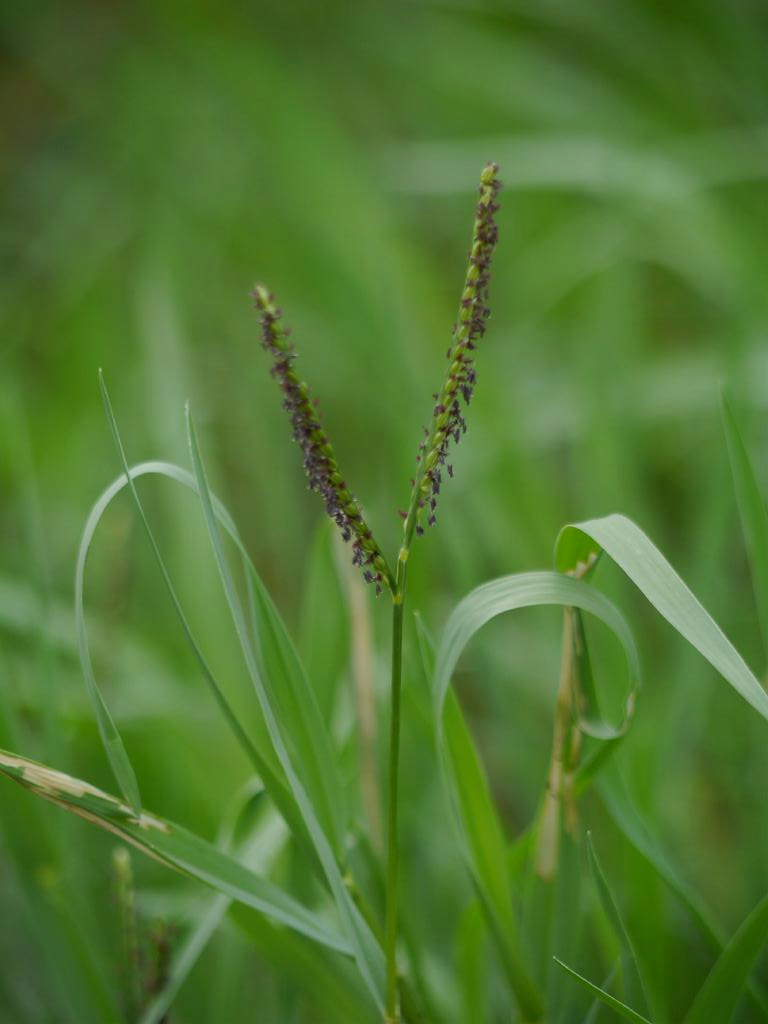
Paspalum distichum

Двоколосники досягають від 10 до 100 см заввишки. Мають пучкові або повзучі кореневища (підземні стебла) або столони. Стебла прямостоячі, висхідні або лежачі. Плоскі листки лінійні або дещо звужені і зазвичай мають плівчастий язичок (невелику структуру біля основи листа). Невеликі квіти містяться в невеликих суцвіттях, відомих як китиці. Колоски 0,1-0,3 см завдовжки, на дуже коротких ніжках, по одному або по 2, кожен колосок тільки з однією цілком розвиненою двостатевою квіткою, оточеною голими і гладкими шкірястими квітковими лусками. Члени роду використовують фотосинтетичний шлях, відомий C4-фотосинтез, який значною мірою запобігає фотодиханню та підвищує стійкість до посухи.

## Поширення
Представники роду поширені в тропічних та субтропічних зонах земної кулі, більшість видів — у Південній Америці.

## Використання
Деякі види роду є цінними кормовими травами, і принаймні один (Paspalum scrobiculatum) вирощують як просо в Азії та деяких частинах Африки. Paspalum distichum (синонім Paspalum paspalodes (Michx) Scribner — двоколосник південний або паспалум двоколосий) використовується як газонна трава, що є високоднкоративним задернювачем з найвищим ступенем життєвості. Кілька видів вважаються інвазивними рослинами в районах за межами їх рідного ареалу.

## Види
За даними спільного енциклопедичний інтернет-проєкт із систематики сучасних рослин Королівських ботанічних садів у К'ю і Міссурійського ботанічного саду «The Plant List» рід містить 329 прийнятих видів (докладніше див. Список видів роду двоколосник).